# Константинов, Владимир Александрович
Владимир Александрович Константинов (род. 3 августа 1952) — советский военный деятель и педагог, специалист в области оперативного и боевого применения ракетных войск и артиллерии, организатор военной науки и образования, доктор военных наук (2009), профессор (2008), генерал-лейтенант (2005). Начальник Михайловской военной артиллерийской академии (2002—2009).

## Биография
Родился 3 августа 1952 года в Ленинграде.
С 1969 по 1973 год обучался в Ленинградском высшем артиллерийском командном Краснознамённом училище имени Красного Октября. С 1969 по 1987 год служил в Ракетных войсках и артиллерии в должностях командира артиллерийского взвода, заместителем командира и командиром батареи, начальником штаба — заместителем командира и командиром артиллерийского дивизиона, начальника штаба — заместителя командира и с 1987 по 1989 год — командиром артиллерийского полка. С 1984 по 1987 год обучался в Военной артиллерийской академии имени М. И. Калинина.
С 1989 по 1992 год находился на педагогической работе в Военной артиллерийской академии имени М. И. Калинина в качестве преподавателя кафедры оперативно-тактической подготовки ракетных войск и артиллерии. С 1993 по 1995 год — начальник отдела боевой подготовки штаба ракетных войск и артиллерии Дальневосточного военного округа. С 1995 по 1999 год — начальник ракетных войск и артиллерии 6-й общевойсковой армии. С 1999 по 2001 год — заместитель начальника ракетных войск и артиллерии Ленинградского военного округа. Одновременно с 1999 по 2000 год помимо основных обязанностей находился в Чечне участвуя во Второй чеченской войне в качестве заместителя начальника ракетных войск и артиллерии Объединённой группировки войск на Северном Кавказе.
В 2001 году окончил Высшие академические курсы Военной академии Генерального штаба Вооружённых сил Российской Федерации. С 2001 по 2002 год — начальник ракетных войск и артиллерии Дальневосточного военного округа. С 2002 по 2009 год — начальник Михайловской военной артиллерийской академии. В 2008 году В. А. Константинову было присвоено учёное звание профессор, в 2009 году защитил диссертацию на соискание учёной степени доктор военных наук.
С 2009 года в запасе. С 2010 года — председатель Санкт-Петербургского регионального отделения ДОСААФ.

## Награды
- Орден Мужества
- Орден Красной Звезды
- Медаль ордена «За заслуги перед Отечеством» II степени
- Медаль «За боевые заслуги»[2]